# Agileo
Agileo (in greco antico: Ἀγύλαιος?, Agylaios; ... – III secolo a.C.) è stato un magistrato spartano.
Eforo nel 227 a.C., fu l'unico superstite dell'attentato agli efori organizzato da Cleomene III.

## Biografia
Agileo era uno dei cinque efori che erano stai eletti nel 227 a.C., quando Cleomene III, il re di Sparta, volendo applicare con la massima autorità il suo progetto di riforma, progettò di assassinare questi magistrati in modo da non avere ostacoli politici all'applicazione della nuova legge che voleva promulgare.
La riforma consisteva nella redistribuzione delle terre, all'epoca nelle mani di pochi latifondisti, a tutti i cittadini, in modo da pareggiare gli squilibri sociali che stavano minando la società spartana. Gli efori, eletti col sostegno dei proprietari terrieri, costituivano un impedimento all'applicazione della riforma, che già era costata la vita al precedente re Agide IV.
Cleomene organizzò l'attentato mentre i cinque efori, come di consueto, si trovavano insieme a pranzo. Il re, mentre stava tornando in città da una campagna militare vittoriosa contro la Lega achea, inviò il messaggero Euriclida alla mensa degli efori per riferire un finto messaggio. Mentre il messaggero stava riferendo il messaggio, entrarono nella stanza da pranzo alcuni uomini fidati del re, tra i quali Tiricione e Febide, che, sguainate le spade, assalirono di sorpresa i magistrati. Quattro di costoro morirono sul colpo mentre Agileo, colpito solo di striscio, si finse morto e poco dopo, approfittando della confusione, fuggì e si rifugiò nel tempio della Paura, che, come ci riferisce Plutarco, solo per caso trovò con la porta aperta.
Il giorno successivo, quando ormai Cleomene si era impadronito del potere assoluto e dava inizio alla sua riforma, Agileo uscì dal santuario e fu risparmiato.
Agileo e i suoi colleghi furono gli ultimi efori ad esercitare la loro magistratura con pieni poteri. L'eforato, abolito ufficialmente da Cleomene dopo l'attentato, fu ripristinato solo dopo la sconfitta del re a Sellasia (222 a.C.), ma completamente svuotato di ogni autorità, in quanto Sparta fu dapprima annessa alla lega achea e poi alla provincia romana dell'Acaia.